# Municipio de Sulphur Springs (Carolina del Norte)
El municipio de Sulphur Springs (en inglés: Sulphur Springs Township) es un municipio ubicado en el  condado de Rutherford en el estado estadounidense de Carolina del Norte. En el año 2010 tenía una población de 5.133 habitantes.

## Geografía
El municipio de Sulphur Springs se encuentra ubicado en las coordenadas 35°16′13.43″N 81°53′47.38″O / 35.2703972, -81.8964944.